# Bad (Uttar Pradesh)
Bad es una ciudad censal situada en el distrito de Mathura en el estado de Uttar Pradesh (India). Su población es de 14559 habitantes (2011). 

## Demografía
Según el censo de 2011 la población de Bad era de 14559 habitantes, de los cuales 8330 eran hombres y 7462 eran mujeres. Bad tiene una tasa media de alfabetización del 76,42%, superior a la media estatal del 67,68%: la alfabetización masculina es del 85%, y la alfabetización femenina del 67,05%.